# Andreas Sàmaris
Andreas Samaris (grec: Ανδρέας Σάμαρης; nascut el 13 de juny de 1989) és un futbolista grec que juga com a migcampista central per l'Olympiacos i l'equip nacional grec